# Conor O'Sullivan
Conor O'Sullivan é um maquiador britânico. Como reconhecimento, foi nomeado ao Oscar 2009 na categoria de Melhor Caracterização por The Dark Knight.